# Gerard van den Hengel
G.J. (Gerard) van den Hengel (Achterveld, 1963) is een Nederlands ingenieur, bedrijfskundige, politicus en bestuurder. Hij is lid van de VVD. Sinds 20 mei 2025 is hij burgemeester van Haaksbergen.

## Biografie

### Maatschappelijke carrière
Van den Hengel ging naar de Agrarische Hogeschool in Dordrecht en behaalde ook nog een MBA. Hij begon zijn carrière als beleidsmedewerker bij de Dienst Landbouwkundig Onderzoek (DLO). Daarna werkte hij bij het biotechbedrijf Pharming Group N.V. waar hij opklom tot controller. Tot slot was hij tot zijn wethouderschap in 2006 financieel directeur van het Maritiem Research Instituut Nederland (MARIN).

### Politieke carrière
Van den Hengel was vanaf 2006 twaalf jaar lang wethouder en locoburgemeester namens de VVD van onder andere bedrijfsvoering, financiën, economische zaken, toerisme, sport, cultuur, verblijfsrecreatie, werk & inkomen en handhaving in Barneveld. Daarnaast was hij verantwoordelijk voor diverse projecten. Daarvoor was hij er namens de VVD achttien jaar gemeenteraadslid en zes jaar fractievoorzitter. Daarnaast was hij ook nog 4 jaar Statenlid van Gelderland. 

### Burgemeester
Van 17 april 2019 tot 28 januari 2020 was Van den Hengel waarnemend burgemeester van Borne. Op 1 juli 2021 werd hij burgemeester van Opmeer. Op 6 maart 2025 werd hij aanbevolen als burgemeester van Haaksbergen. Op 21 mei van dat jaar heeft de installatie plaatsgevonden.

### Persoonlijk
Van den Hengel is geboren in Achterveld als boerenzoon. Hij is gescheiden en heeft twee kinderen. In zijn vrije tijd rijdt hij een BMW R 1200 RT.